# Богдан-2351
Богдан 2351 — багатоцільовий автомобіль у форм-факторі пікапу, повнопривідний позашляховик. Виготовляється корпорацією Богдан, розроблений на основі Great Wall Wingle 5.
Армійський варіант використовується Збройними силами України.

## Опис
Позашляховик призначений для перевезення особового складу, транспортування невеликих вантажів і майна по всіх видах доріг та місцевості, проведення спеціальних операцій (дій), таких як патрулювання, супровід транспортних засобів при виконанні спеціальних завдань.
Армійський позашляховик виконаний на базі повнопривідного автомобіля Great Wall Wingle 5 doublecab, має посилене шасі (трансмісія, ходова частина та рульове управління), довжину 5126 мм, ширину 1800 мм, висоту 2280 мм.
Дизельний силовий агрегат з турбонаддувом моделі GW4D20 має об'єм 2,0 л, потужність 105 кВт (143 к.с.) з максимальним обертовим моментом 310 Нм / 1800 об / хв, поєднаний з механічною 6-ступінчастою КПП. Автомобіль має кліренс 200 мм та можливість блокування міжосьового диференціала.
Кузов типу фургон, складається з суцільнометалевої подвійної кабіни для розміщення п'яти чоловік та вантажного відсіку з тентовою надбудовою. Кузовні частини виконані із забезпеченням пило-, водонепроникності внутрішнього простору та захисту від атмосферних опадів. Зовні кузов має лакофарбове захисне покриття зеленого кольору з антибліковим покриттям. З переду кабіни додатково встановлено посилений захист радіатору.
Богдан-2351 здатний взяти на борт 5 осіб у спорядженні та вантаж масою до 1100 кг.

## Використання
15 березня 2018 року Богдан-2351 пройшов відомчі випробування Міноборони та був рекомендований до проведення підконтрольної експлуатації відповідно до вимог Постанови Кабінету Міністрів України від 25 лютого 2015 року № 345.
Крім Збройних Сила автомобілі на цій базі також постачаються Національній гвардії України.
Станом на середину липня 2018 року перші машини за місяць експлуатації вже мали пробіг у понад 10 000 км.
Також у корпорації повідомили, що Богдан-2351 було доопрацьовано на вимогу військових, а також планувалося врахувати досвід експлуатації санітарних автомобілів Богдан-2251, що стосується вдосконалення паливної системи автомобіля.
На вимогу військових було суттєво доопрацьовано підвіску автомобіля із застосуванням посилених ресор та амортизаторів. До комплектації автомобіля додано шини з малюнком спеціальної конфігурації для полегшення пересування по місцевості зі складними ґрунтами. Панель приладів устаткована додатковим вимикачем освітлювальних приладів, що дозволяє працювати в режимі світломаскування. Також забезпечена можливість буксування причепа чи іншого транспортного засобу вагою до 1,5 тони, а якщо він обладнаний додатковими гальмами — то і до 3 тон.
Командирські позашляховики «Богдан 2351» взяли участь у параді до Дня Незалежності України 24 серпня 2018 року у Києві. 7 машин проїхало Хрещатиком у складі колони техніки.

## Галерея

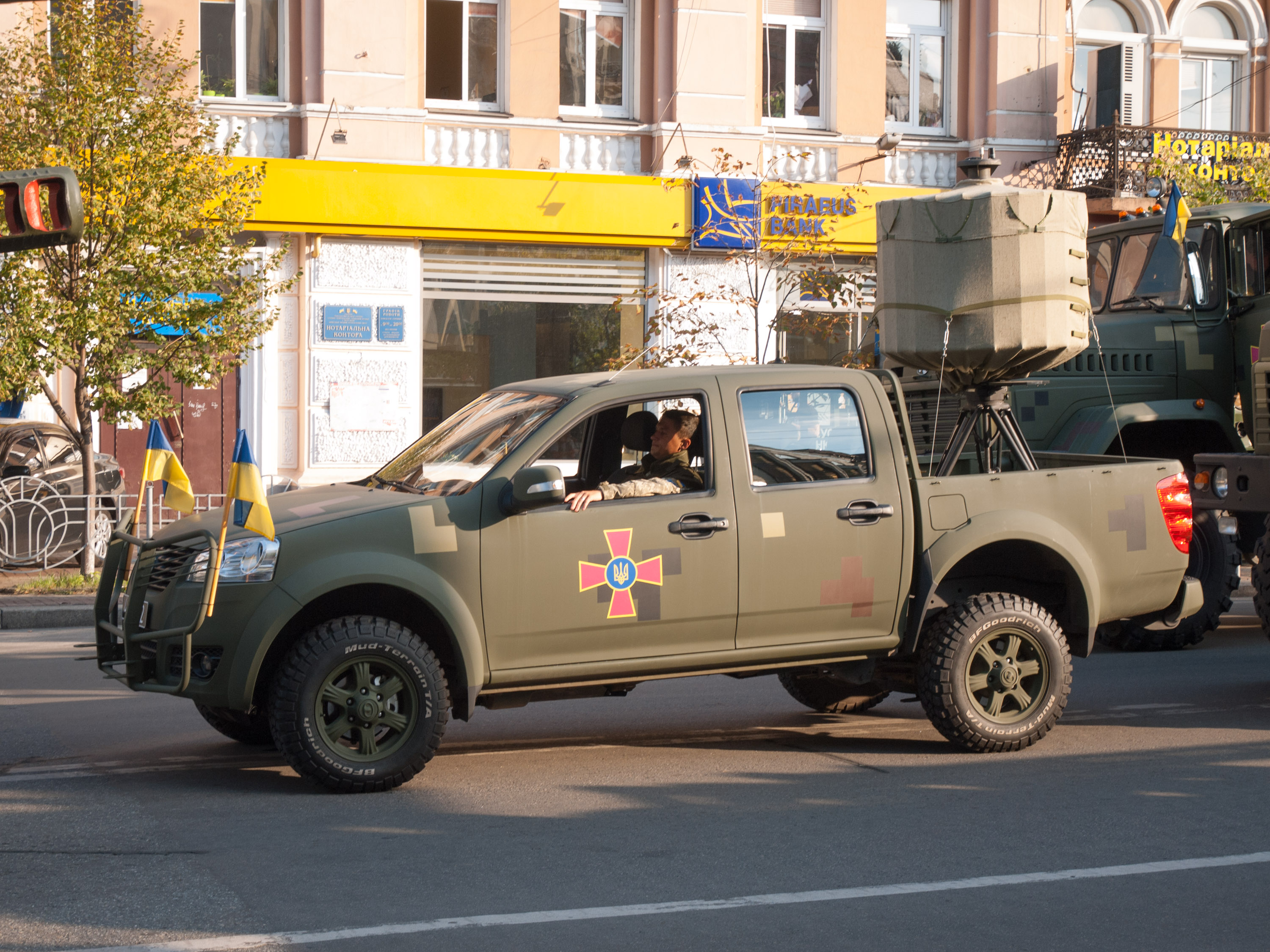
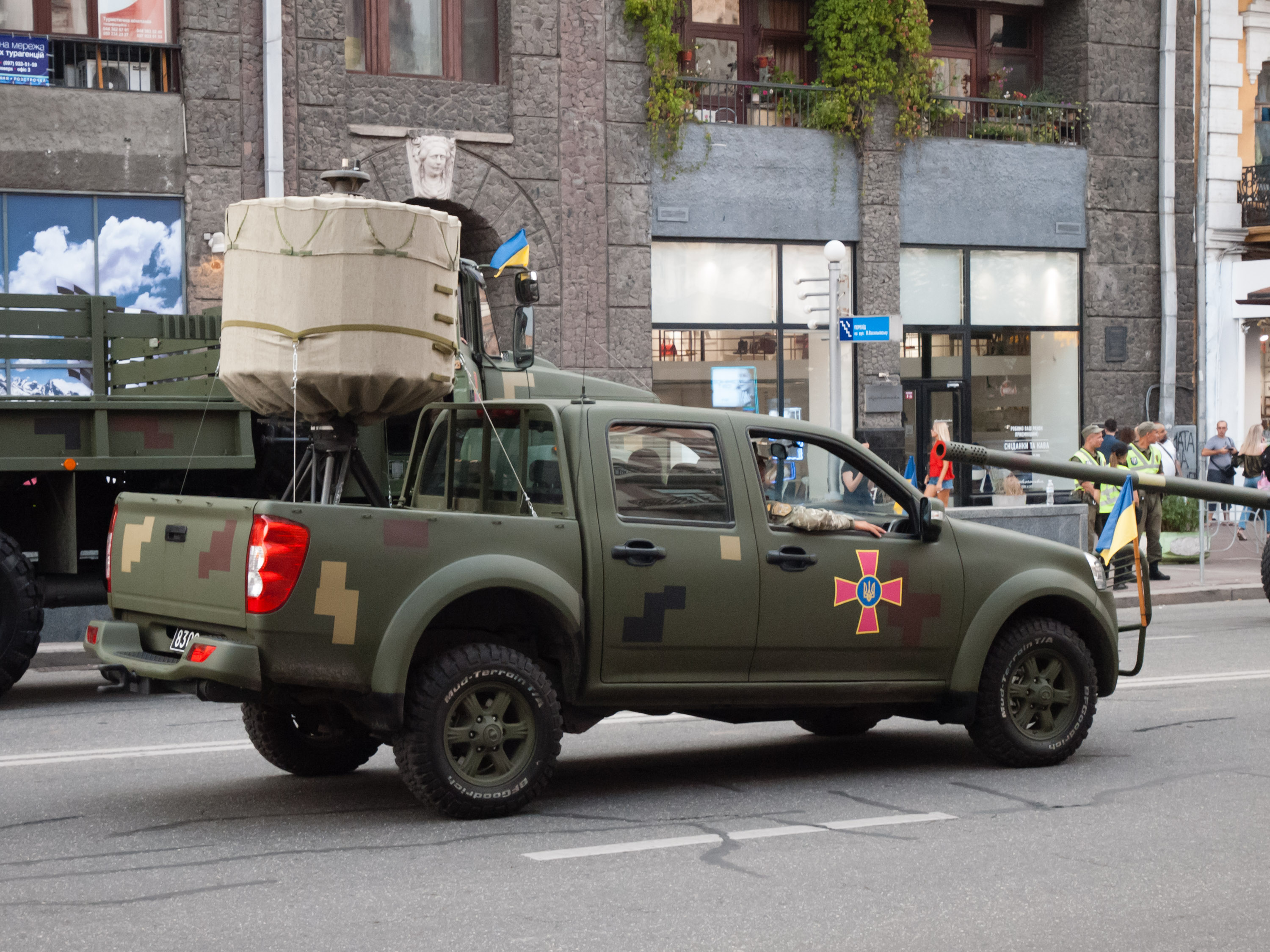
Богдан-2351 зі встановленим радаром AN/TPQ-49
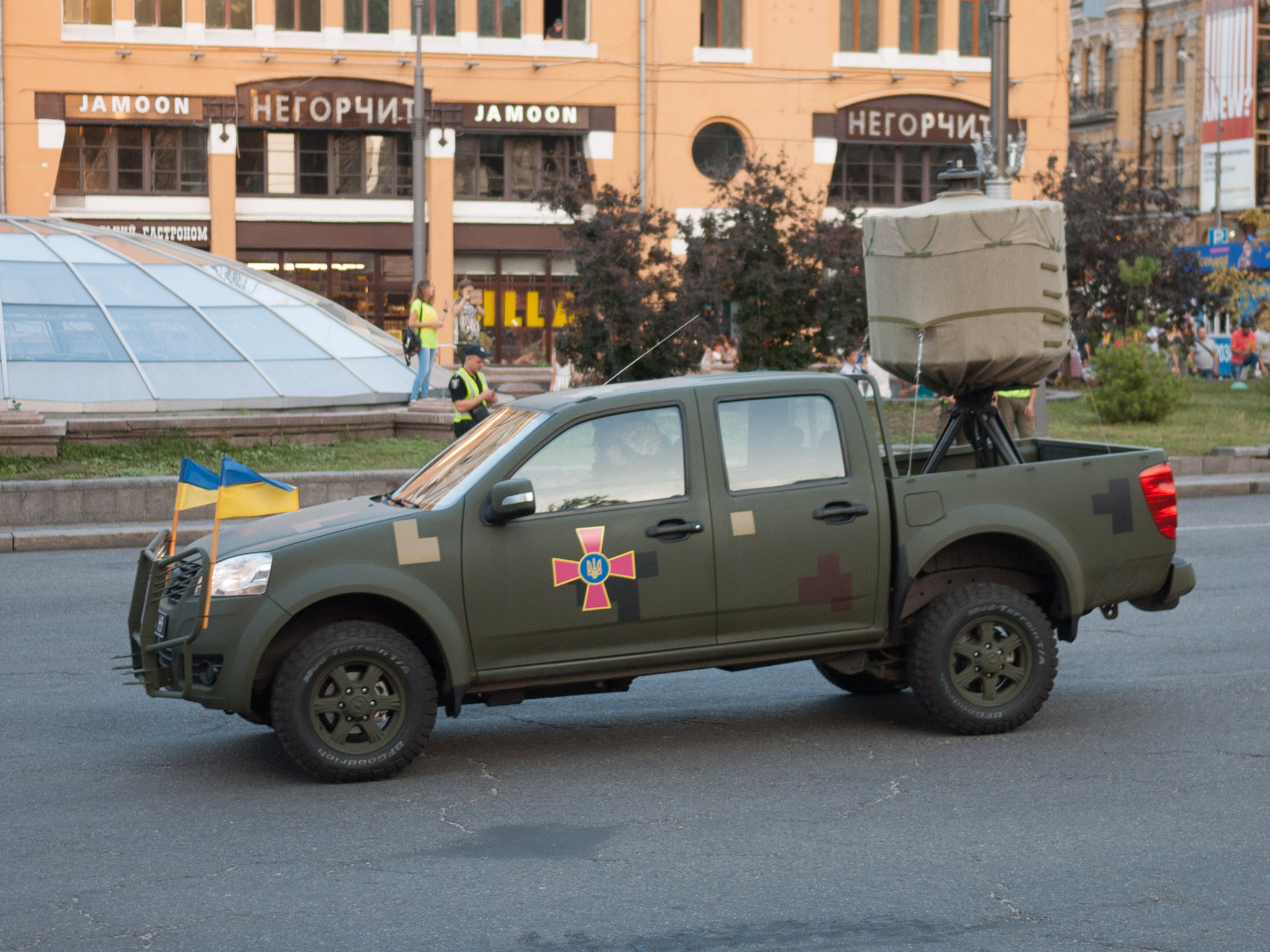